# Campeonato Mundial de Halterofilia de 1996
El III Campeonato Mundial de Halterofilia Femenino se celebró en Varsovia (Polonia) entre el 3 y el 11 de mayo de 1996 bajo la organización de la Federación Internacional de Halterofilia (IWF) y la Federación Polaca de Halterofilia.
En el evento participaron 102 halterófilas de 24 federaciones nacionales afiliadas a la IWF.

## Medallistas

### Femenino
| Evento | Oro                       | Plata                                 | Bronce                                  |
| ------ | ------------------------- | ------------------------------------- | --------------------------------------- |
| 46 kg  | Guan Hong China 172,5     | Kunjarani Devi India 157,5            | Tsai Huey-Woan China Taipéi 157,5       |
| 50 kg  | Liu Xiuhua China 185,0    | Choi Myung-Shik Corea del Sur 175,0   | Chu Nan-Mei China Taipéi 172,5          |
| 54 kg  | Zhang Xixiang China 197,5 | Kuo Ping-Chun China Taipéi 187,5      | Karnam Malleswari India 187,5           |
| 59 kg  | Chen Xiaomin China 207,5  | María Jristoforidu · Grecia · 197,5   | Yuriko Takahashi Japón 197,5            |
| 64 kg  | Li Hongyun China 225,0    | Chen Jui-Lien China Taipéi 215,0      | Huang Hsi-Li China Taipéi 202,5         |
| 70 kg  | Tang Weifang China 222,5  | Irina Kasimova · Rusia · 212,5        | Kim Dong-Hee Corea del Sur 212,5        |
| 76 kg  | Li Yan China 225,0        | Mária Takács · Hungría · 215,0        | Panayota Antonopulu · Grecia · 210,0    |
| 83 kg  | Wei Xiangying China 242,5 | Chen Shu-Chih China Taipéi 242,5      | María Isabel Urrutia · Colombia · 235,0 |
| +83 kg | Wan Ni China 240,0        | Karoliina Lundahl · Finlandia · 232,5 | Chen Hsiao-Lien China Taipéi 227,5      |

1. 1 2 3  Arrancada (kg) + dos tiempos (kg) = total olímpico (kg).

## Medallero
| Núm. | País          | Oro | Plata | Bronce | Total |
| ---- | ------------- | --- | ----- | ------ | ----- |
| 1    | China         | 9   | 0     | 0      | 9     |
| 2    | China Taipéi  | 0   | 3     | 4      | 7     |
| 3    | Corea del Sur | 0   | 1     | 1      | 2     |
| 3    | Grecia        | 0   | 1     | 1      | 2     |
| 3    | India         | 0   | 1     | 1      | 2     |
| 6    | Finlandia     | 0   | 1     | 0      | 1     |
| 6    | Hungría       | 0   | 1     | 0      | 1     |
| 6    | Rusia         | 0   | 1     | 0      | 1     |
| 9    | Colombia      | 0   | 0     | 1      | 1     |
| 9    | Japón         | 0   | 0     | 1      | 1     |
|      | TOTAL         | 9   | 9     | 9      | 27    |